# Интернет в Габоне
Интернет в Габоне доступен на всей территории страны. В стране имеется единственный поставщик услуг Интернета — национальный телекоммуникационный оператор Agence Commerciale des Reseaux et Serices a Valeur Ajoutee. Существует также частная компания Internet Gabon, которая перепродает услуги национального оператора.
Стоимость неограниченного доступа в Интернет составляет 63000 франка КФА в месяц. Домен верхнего уровня Габона — .ga. Количество пользователей Интернета в стране оценивается приблизительно в 145 000.